# Jugnu (Satellit)
Jugnu ist ein indischer Cubesat (würfelförmiger Kleinsatellit), der vom indischen Institut für Technologie in Kanpur gebaut wurde. Seine Aufgabe war es, Daten für die Landwirtschaft und Katastrophenüberwachung zu sammeln.

## Ausstattung
Jugnus Hauptnutzlast ist eine Kamera, die im Nahem Infrarot arbeitet und die zur Vegetationsbeobachtung dient. Ebenfalls an Bord ist ein GPS-Empfänger zur Positionsbestimmung und eine Inertiale Messeinheit. Der Satellit wird durch Solarzellen und Batterien mit Strom versorgt.

## Start
Jugnu wurde am 12. Oktober 2011 mit einer PSLV-Trägerrakete zusammen mit Megha-Tropiques, VesselSat 1 und SRMSAT vom Satish Dhawan Space Centre in einen niedrigen Erdorbit gebracht. Er war ein Sub-Satellit von Megha-Tropiques, was bedeutet, dass er im Verlauf dessen Mission ausgestoßen wurde.